# Magyar Sziget
A Magyar Sziget a HVIM által 2001-től nyaranta (ált. július-augusztus), a Verőce melletti Csattogó-völgy üdülőfaluban megrendezett kulturális és könnyűzenei fesztivál. Zenei programját főként a nemzeti rock égisze alá tartozó fellépők adják, de fellépett a Magyar Sziget színpadán több oda be nem sorolható rock- és popformáció is. Ezenkívül számos tudományos előadást és filmvetítést is tartanak.
2014-ben a korábbiaktól eltérően, a velencei Drótszamár kemping ad helyet a rendezvénynek.

## Története
Az első Magyar Sziget még alig pár száz látogatót vonzó nyári táborként indult a HVIM szervezésében 2001-ben. Az ötlet Toroczkai Lászlótól, a mozgalom vezetőjétől származik. A rendezvény a határokon átívelő nemzeti összetartozás jegyében született, ezt jelképezi a Magyar Sziget elnevezés is, valamint a fesztivál jelmondata: „Egy hétre ismét leomlanak a határok”.
A verőcei helyszínválasztást jótékonyan befolyásolta a környezet festői volta, és a település polgármesterével, Bethlen Farkassal ápolt jó viszony. Ez az első „Magyar Sziget” még ÖNIT (Össznemzeti Ifjúsági Találkozó) névre hallgatott, s körülbelül százan látogattak el a kétnapos táborra, akik jórészt a HVIM-ből és ismeretségi körükből álltak. A baráti légkör a meghívásos rendszernek s a nyilvános hirdetés hiányának volt köszönhető.
2002-ben már Magyar Sziget néven szerveződött meg a rendezvény. Hivatalosan azonban ezt már a második Szigetnek tekintik. A három napos rendezvény 1300 embert vonzott, s az elsővel ellentétben ekkor már fesztivál-arcot kapott a rendezvény is, együttesek, szórakoztató programok szerepeltetésével.
2003-ban a harmadik Magyar Sziget immár öt naposra húzódott, s 2700 fő váltott jegyet rá.
2004 óta a Magyar Sziget Fesztivál minden évben hét napos. Ezen évben közel 5000 fő látogatott el a Sziget programjaira.
2005-ben 8000 fős érdeklődést mértek. A Magyar Sziget, népszerűségének növekedésével, magára vonta a titkosszolgálatok figyelmét is. A fesztivál befejeztével a szervezők megtalálták egy nemzetbiztonsági (NBH) ügynök elhagyott igazolványát, melyet a HVIM vezetői személyesen szolgáltattak vissza a titkosszolgálatnak.
2006-ban a Magyar Sziget látogatottsága átlépte a tízezret; azóta a látogatók létszáma e körül mozog. Ebben az évben örömmel harangozhatták be az első Magyar Sziget-babát is, akinek szülei, egy erdélyi ifjú és egy mohácsi leány, előző évben ismerkedtek meg szintén a Magyar Szigeten.

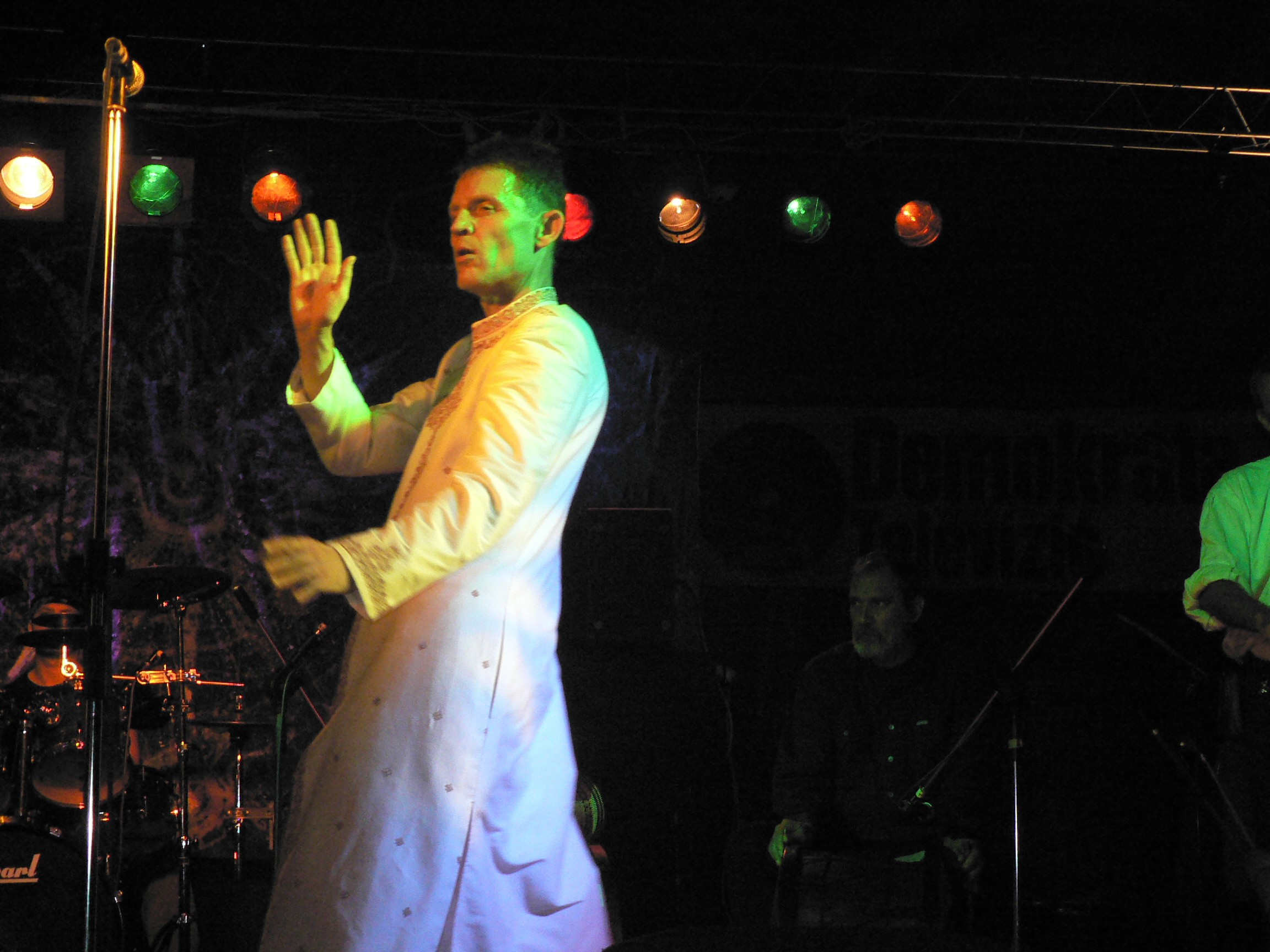
Grandpierre Attila a Magyar Sziget nagyszínpadán, 2006

2008-ban több külföldi patrióta szervezet (flamand, francia, spanyol, svéd) jött a Magyar Szigetre ötletet meríteni saját jövőbeni hasonló rendezvényeikhez.
2004-től 2008-ig a Magyar Sziget kistestvére, a Felvidéki Magyar Sziget is megrendezésre került három napos időtartammal, hasonló, de arányosan kevesebb programmal, mintegy 2000 látogató érdeklődésével számolva. 2009 óta szintén a HVIM szervezésében tartják Kézdivásárhelyen a Székely Sziget fesztivált.
2012-ben jelentős változások történtek a fesztivál életében: más augusztusi rendezvényekkel való ütközés elkerülése érdekében áttették július közepére, valamint négynaposra rövidítették. A megelőző két napon rendezik az I. Boreal Fesztivált, a szervezők szerint „az Izlandtól Japánig terjedő Északi Civilizáció hazafiainak”.
2019-ben a Magyar Sziget életében egy új korszak kezdődött, a régi eszmeiség megmaradásával, ugyanis a Magyar Sziget kitalálója településére, Toroczkai László vezette Ásotthalomra költözött a fesztivál.
2020-ban, a koronavírus megjelenésével, szinte az országban egyetlen egy fesztivált tartottak meg a járványügyi szabályok és létszám korlátozások betartásával, az pedig a 18. Magyar Sziget volt.

## A Magyar Sziget ma
A Magyar Sziget szubkulturális jellegét mára javarészt kinőtte. Zenei fesztivál helyett ma Magyarország legnagyobb nemzeti érzületű találkozója, s családok kedvelt nyári programja is lett a rendezvény. Az ifjúság, mint eddig is, a Magyar Szigeten kapcsolódik ki, s töltődik föl szellemileg, testileg, lelkileg – elmondásuk szerint.
Külföldi patrióta körökben a HVIM kezdeményezései 2006 óta jelentősebben fölkeltik a figyelmet, így a Magyar Sziget is különös érdeklődésnek örvend. 2009-re nagyobb spanyol kontingens jelezte jövetelét, a flamandok és franciák mellett.

## Programok
Napközben gyermeksarok működik a legkisebbeknek, míg a tábor más részein előadások, szórakoztató, vagy egyéb kulturális programok várják az érdeklődőket. Kézműves foglalkozások, táncház, lövészet, hagyományőrző programok és bemutatók jellemzik a programfüzetet. A Magyar Szigeten többféle sportlehetőség is adódik (labdarúgás, turul, röplabda, íjászat stb.), s a tábor ideje alatt bajnokságok, versenyek is zajlanak.
Minden nap, jellemzően este, sötétedéskor indulnak a könnyűzenei koncertek. Az úgynevezett nemzeti rockot játszó együttesektől a népi, metál és folk-rock stílusokon át a klasszikus rock, pop, rap műfajokig képviselik a fellépők a különféle stílusokat.

## Megítélése
Egyes médiumok kimondottan negatív hangnemben tudósítanak a Magyar Sziget fesztiválról és az odalátogatókról, illetve egyfajta „ellenszigetnek” nevezik, a Sziget Fesztivál szemközti pólusának, míg mások elismerően tekintenek rá, mint a magyar nemzeti értékeket közvetítő fesztiválra, a magyar embereket összekovácsoló rendezvényre. A helybéli, verőcei emberek jellemzően segítőkészek és barátságosak a Magyar Szigetre látogatókkal és a szervezőkkel; vélhetően a jó kapcsolat alapja az eset, mikor a 2002-es Magyar Sziget alkalmával a szervezők és a „Szigetlakók” mintegy ötszázan együtt kerekedtek föl a környékbéli árvízvédelmi munkálatokban segíteni a helyieknek.

## Botrányok
2005-ben az R-GO vokalistája („gidája”), Nkuya Sonia nélkül lépett színpadra, arra hivatkozva, hogy a szervezők nem tudják garantálni az apai ágon kongói származású lány biztonságát. Sonia néhány héttel később kilépett az együttesből. Az eset hatására az Ifjúsági Demokrata Fórum úgy döntött, a továbbiakban nem vesz részt a fesztivál keretében tartott ifjúsági kerekasztal-beszélgetéseken, a Fidelitas szintén mérlegelni kezdte, megjelenjenek-e ott a jövőben. Ugyanabban az évben a helyszínen megtalálták a Nemzetbiztonsági Szakszolgálat egyik munkatársának elveszett igazolványát. Ez alapján a szervezők bizonyítva látták, hogy a titkosszolgálat figyeli a rendezvényt. Az NBH viszont azzal magyarázta az esetet, hogy a szakszolgálat egyik beosztottja szolgálati időn kívül ment ki egy koncertre, ennek során vesztette el levéltárcáját.
2010-ben a Hetek című újság két munkatársa előzetes egyeztetés után, teljes árú belépőjegyet vásárolva tudósítani ment a fesztiválra. Beszámolójuk szerint kísérőt osztottak be melléjük, korlátozták fényképezési és interjúkészítési lehetőségeiket, Zagyva György Gyula országgyűlési képviselő pedig egy faházba bezárkózott velük, és emberi méltóságukat sértő megjegyzéseket tett rájuk, valamint megfenyegette őket. A rapper FankaDeli a közönség ellenséges hangulata miatt testőri felügyelet mellett volt kénytelen színpadra lépni. Ugyancsak ezen a fesztiválon történt, hogy három Fradi-szurkolót súlyosan bántalmazott elmondásuk szerint 10-12 ember.
A svéd nemzeti radikális énekesnő, Saga koncertjén interjút készítettek a Brit Nemzeti Párt egyik tagjával, aki náci karlendítéssel és „Sieg Heil!” kiáltással köszönt.

## Korábbi fellépők

### (IV.) 2004. augusztus 11-18.
Előadók: Jankovics Marcell, Fridlich Klára, Für Lajos, Raffay Ernő, Bencsik András, Drábik János, Wittner Mária, Grandpierre Attila, Patrubány Miklós
… és sokan mások
Koncertek: NOX, Kormorán, Beatrice, P. Mobil, Pokolgép, Ismerős Arcok, Egészséges Fejbőr, Kárpátia, …

### (V.) 2005. augusztus 3-10.
1. nap: Dobogó-kő, Romantikus Erőszak
2. nap: Ismerős Arcok, Zorall, Magurak (Magozott Cseresznye)
3. nap: Oi-kor, Egészséges Fejbőr, Nemzeti Front, koncertek után Szilaj Dobcsoport (honfoglalás-népvándorláskori dobzene)
4. nap: Kárpátia, Kormorán, TransylMania
5. nap: CREDO (Kárpátalja), R-Go, Waszlavik Petőfi Velorex Ullman Mónika Gazember Sámán László és szabadcsapata, Cs.Í.T.
6. nap: Tritonus, Ossian, Romeó Vérzik (Felvidék)
7. nap: Szökős, Beatrice, Parázsló Hamvak, Tekintetes Úr

### (VI.) 2006. augusztus 2-8.
1. nap: H-599 rockzenekar, Beatrice, Waszlavik
2. nap: Dobogó Kő, Echo of Dalriada, Moby Dick, Ámok (ex-Nevergreen, Délvidék)
3. nap: Magna Hungária, Oi-Kor, Egészséges Fejbőr, Magozott Cseresznye
4. nap: Credo, Kárpátia, Romantikus Erőszak
5. nap: Szkitia, Kormorán, István a Király keresztmetszet főbb szerepekben: István: Varga Miklós, Koppány: Kalapács József, Réka: Lados Zsuzsi, Torda: Pintér Tibor, Laborc: Berecz György, Gizella: Vörös Edit
6. nap: Tritonus, Zorall, P-Mobil, Hunnia zenekar
7. nap: Szilaj Dobcsoport, Ismerős Arcok, Vágtázó Csodaszarvas, Scivias

### (VII.) 2007. augusztus 1-8.
1. nap: Szilaj Dobcsoport, Attila Ifjúsága (rockopera), Hard Waszlavik és szabadcsapata Narco Polo
2. nap: Szkítia, Lord, H-599 rockzenekar, Kronos
3. nap: Oi-kor, Egészséges Fejbőr, Titkolt Ellenállás
4. nap: Magozott Cseresznye (lemezbemutató), Kormorán, Ismerős Arcok
5. nap: Sárdy Barbara, Kárpátia, Echo of Dalriada
6. nap: Credo (Kárpátalja), Romantikus Erőszak, Új Hajnal (6 év után először!!!), Moby Dick, Nevergreen

### (VIII.) 2008. július 28. – augusztus 4.
1. nap: H-599 rockzenekar, Panzer, Beatrice, CHC
2. nap: Patrióta, Kalapács, Ossian, Matrix
3. nap: Konkoly, Lord, Ismerős Arcok, Narco Polo, Team
4. nap: István a király (részletek a rockoperából, A Társulat csillagaival),[12] 4.Block, Dalriada, Romantikus Erőszak, Vágtázó Csodaszarvas
5. nap: Fehér Virágok, Oi-kor, Egészséges Fejbőr, Titkolt Ellenállás
6. nap: Kormorán, Hungarica, Szkítia, Magozott Cseresznye
7. nap: Waszlavik, Sárdy Barbara és Papp Gyula, Kárpátia

### (IX.) 2009. augusztus 4. – augusztus 10.
1. nap: Patrióta, Sárdy Barbara és Papp Gyula, Szkítia, Vádló Bitófák
2. nap: Kurul dobosok (volt Szilaj Dobcsoport), Magna Hungária
3. nap: Dalriada, Hungarica, Moby Dick, Vérszerződés
4. nap: Hamuban Sült Pogácsa, Oi-kor, Titkolt Ellenállás
5. nap: Palmetta, Kormorán, Romantikus Erőszak, Magozott Cseresznye
6. nap: Napvágás, H-599, Kalapács József akusztikus est. Ismerős Arcok, Radical Hungary
7. nap: Stratégia, Fekete Sereg, FankaDeli

### (XVII.) 2019. július 10-11.
1. nap: Moby Dick, Kárpátia, Romer
2. nap: Palmetta, Ismerős Arcok, Historica

### (XVIII.) 2020. augusztus 26-29.
1. nap: Rómeó Vérzik, Depresszió, Radical Hungary
2. nap: Hungarica, Ismerős Arcok, Leander Kills,
3. nap: José, Romer, Szkítia
4. nap: Dalriada, Road, Nemzeti Hang

## Külső hivatkozások
- A Magyar Sziget fesztivál hivatalos honlapja Archiválva 2003. augusztus 31-i dátummal a Wayback Machine-ben
- Magyar Sziget 2006 – előadások
- Magyar Sziget 2007 – előadások, beszélgetések, interjúk, képek
- Magyar Sziget 2008 – előadások, interjúk, képek, videók